# Siarhiej Staradub
Siarhiej Piatrowicz Staradub (ros. Сергей Петрович Стародуб; ur. 26 czerwca 1991) – białoruski zapaśnik walczący w stylu klasycznym. Zajął jedenaste miejsce na mistrzostwach Europy w 2019. Brązowy medalista igrzysk wojskowych w 2015. Piąty w Pucharze Świata w 2016 i ósmy w 2013. Trzeci na akademickich MŚ w 2016 roku.